# Ryan Riess
Ryan Riess (East Lansing, Verenigde Staten, 1990) is een Amerikaans professioneel pokerspeler. Hij won het Main Event (het $10.000 World Championship No Limit Hold'em-toernooi) van de World Series of Poker 2013 en daarmee de officieuze wereldtitel pokeren. Het was de eerste keer dat hij mee deed aan het Main Event. Riess wist het toernooi te winnen door tijdens de heads-up Jay Farber te verslaan.
Zijn eerste grote prijs won Riess in oktober 2012 tijdens het World Series of Poker Circuit main event in het Horseshoe Casino in Hammond. Hij eindigde op een 2e plek en won $239.063. Riess verdiende tot en met mei 2021 meer dan $14.999.000,- in pokertoernooien (cashgames niet meegerekend).

## WSOP bracelets
| Jaar | Event                                        | Prijs      |
| ---- | -------------------------------------------- | ---------- |
| 2013 | $10.000 No Limit Hold 'em World Championship | $8.361.570 |